# Silva na cultura popular galega

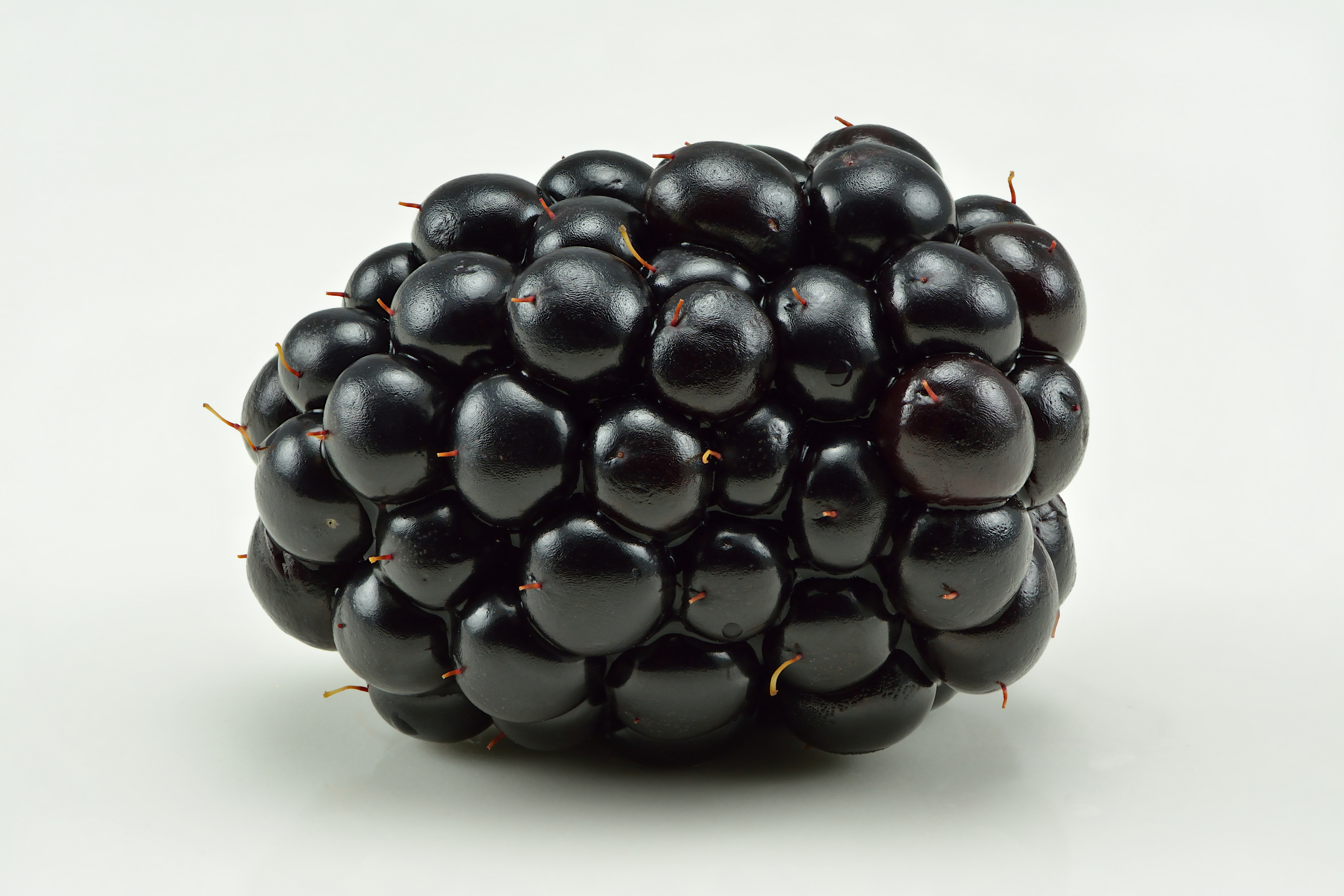
Amora-Silvestre, fruto da Silva ou Silveira

A silva é uma árvore bem presente na cultura da Ibéria do Noroeste. Emprestou seu nome a sobrenomes (português brasileiro) ou apelidos (português europeu) como Silva e Silveira.

## Locuções
São expressões usadas na fala popular. Compilaram-se vários exemplos a seguir:
- Advogado das silveiras: aplica-se a quem, sem ter o título de advogado, presume saber de leis. Também, a quem costuma actuar de má fé para provocar disputas e pleitos dos que tirar algum proveito.
- Filho de trás as silveiras: filho de solteira.[1]
- Ser como uma ovelha atada a umha silva: mostrar pouca disposição.[2]

## Refraneiro
Vários refrãos se compilaram. Alguns exemplos a seguir:
- Ano de amoras, ano de choras.[3][4]
- Pouca lá e pôlas* silveiras.[9]
- Se San Joám chora, a silveira nom* dá mora.[5]
- Se San Joám chora, a silveira nom dá moras.[10]